# 50.Grind
50.Grind là một nhóm nhạc rock điện tử người Anh, đứng đầu là Nick Atkinson, người sau đó trở thành ca sĩ chính của ban nhạc rock người Anh Rooster. Bài hát năm 2001 của họ, Gotta Catch 'Em All, đã đứng thứ 57 trên UK Singles Chart.